# Gremiale
Gremiale (af lat. gremium "skød") er et aflangt klæde, som den
romersk-katolske biskop har på sit skød for ikke at
tilsnavse sin messedragt, medens han sidder
ned under afsyngelsen af Kyrie, Gloria og
Credo.
Under pontifikalmessen er gremialet af silke.